# هجوم العمالقة: لا أسف
هجوم العمالقة: لا أسف (進撃の巨人 悔いなき選択 شينغيكي نو كيوجين كوي ناكي سنتاكو) مانغا يابانية مقتبسة من رواية مرئية بنفس الاسم كتبها غن سنارك ورسمتها هيكارو سوروغا. السلسلة هي سلسلة فرعية لمانغا هجوم العمالقة لهاجيمي إيساياما. تحكي السلسلة عن ليفاي قبل انضمامه لفيلق الاستطلاع.

## الحبكة
القصة هي بادئة لهجوم العمالقة، وتحكي عن ليفاي في أيامه عندما كان مجرماً في المدينة الباطنية (تحت الأرض)، قبل أن يجنده إروين سميث في فيلق الاستطلاع.

## الفكرة والتطوير
قبل أن تبدأ سوروغا المانغا، اقترح رئيس التحرير أن تزور قناة التفريغ الباطنية خارج العاصمة حتى تستطيع أن ترسم بشكل أفضل المدينة الباطنية حيث يسكن ليفاي والآخرين في بداية القصة. كانت تلك المرة الأولى التي تتخيل فيها حجم عملاق من صنف 18 مترًا.
أثناء رسم ليفاي، حاولت سوروغا أن تُظهره أصغر مما عليه في هجوم العمالقة. وقد أشارت إلى أن نقص انفعالاته جعل الأمر صعباً في اختيار أي من التعابير ستعطيه أثناء الرسم. مع إيزابيل، حاولت سوروغا إيصال أن شخصية «نشيطة» - وكذلك «لطيفة جداً» - قادرة على قتال العمالقة كغيرها من الناس. واجهت سوروغا صعوبة في رسم وجه فورلان لأنها أرادت إعطائه صفات تختلف تماماً عن الاثنين الآخرين. برغم بذلك، وجد الأمر سهل بشكل مفاجئ في أن تنسخ قصة شعر الشخصية من تصميم نامانيكو أتك الأصلي.

## الوسائط

### الروايات المرئية
روايتان مرئيتان كتبهما غن سنارك (砂阿久雁 سناكو غان) من نيترو+، بعنوان "خيار بلا أسف: معاينة" (悔いなき選択[予告] كوي ناكي سنتاكو [يوكوكو]) و"خيار بلا أسف" (悔いなき選択 كوي ناكي سنتاكو)، وقد أُصدرتا مع المجلدين الثالث والسادس من نسخة البلو-راي من أنمي هجوم العمالقة في 18 سبتمبر 2013 و18 ديسمبر 2013 على الترتيب. تصميم الشخصيات لنامانيكو أتك من نيترو+ كانت موجودة.

### المانغا
السلسلة كتبها غن سنارك ورسمتها هيكارو سوروغا (駿河ヒカル سوروغا هيكارو). فصل تمهيدي قد نُشر في عدد نوفمبر 2013 في مجلة أريا من كودانشا من نوع مانغا شوجو في 28 سبتمبر 2013. الفصل قد أُعيد نشره مرةً أخرى في عدد ديسمبر في 28 أكتوبر 2013 بعدما نفذ العدد السابق الذي يحتويه. بدأت السلسلة في عدد يناير 2014 في 28 نوفمبر 2013. كودانشا قررت زيادة طباعة المجلة إلى 5 أضعاف (500%) بسبب شعبية السلسلة، ابتداءً من عدد يناير 2014. عندما أعادوا طباعة العدد في 16 ديسمبر 2013، قاموا بزيادة النسخ مرةً أخرى لتصل إلى 10 أضعاف (1000%) بزيادة عن مبيعات الشهر السابق المسجلة بمقدار 13,667 نسخة. فصل خاص قد نُشر في عدد مايو 2014 من مجلة كودانشا شونن سيريوس الشهرية في 25 مارس 2014. انتهت السلسلة في عدد أغسطس 2014 في 28 يونيو 2014.
بعد إصدار المجلد الأول، قرار إعادة طبعه اتُخِذ في نفس اليوم. كتيب يحتوي على رسومات الشخصيات والفصل التمهيدي كانوا محزومين مع نسخة خاصة من المجلد.

#### المجلدات
| 1. "أجنحة الحرية" (自由の翼 جيو نو تسوباسا) 2. "سهم واحد" (一矢 إيشي) 3. "... من الثورة" (変革の… هنكاكو نو...) 4. "دليل" (証明 شوميه) - فصل زائد: "فصل تمهيدي" (プロローグ بوروروغو) |

| 1. قلوب (心臓 شينزو) 2. كائنات حية (生き物 إكيمونو) 3. أولئك الثلاثة (3人 سان نين) 4. خيارات (選択 سنتاكو) |

### الأنمي
حلقتا أنمي أوفا قد أُعلنا في المجلد الرابع عشر من هجوم العمالقة. أنتج الأوفا نفس فريق العمل الذي أنتج هجوم العمالقة. الحلقتان أخرجهما تيتسورو أراكي وكتبهما ياسوكو كوباياشي وحركهما ويت استوديو. صمم الشخصيات كيوجي أسانو. قام بأدوار البطولة: هيروشي كاميا بدور ليفي و‌دايسكي أونو بدور إرفين سميث و‌كوجي يوسا بدور فورلان و‌ماريا إيسي بدور إيزابيل. أغنية «تماما مثل ذلك دائما» (بالألمانية: So ist es immer) من ضمن الموسيقى التصورية بواسطة هيرويوكي ساوانو. الحلقة الأولى صدرت مع المجلد الخامس عشر من مانغا هجوم العمالقة في 9 ديسمبر 2014 والحلقة الثانية صدرت مع المجلد السادس عشر في 9 أبريل 2015.

#### الحلقات
| رقم | عنوان الحلقة                                                          | تاريخ العرض الأصلي |
| --- | --------------------------------------------------------------------- | ------------------ |
| أ 0.5 | «لا أسف: الجزء الأول» "نوي ناكي سنتاكو (زنبن)" (悔いなき選択 (前編))  | 9 ديسمبر 2014      |
| في تحت الأرض في سور سينا توجد مدينة فيها عدد سكاني قليل شبه مهجور مظلم لا وجود لأشعة الشمس، يتواجد ليفاي وصديقه فارلان يلتقيان مع إزابيل التي كانت تضايق من طرف بعض الأشخاص و أنقذها ليفاي وأصبحت منهم وتدعوه أنيكي أي أخي الأكبر ، ليفاي في ذلك الوقت ماهر في عدة المناورات وأيضا فارلان كذلك ولاحقا يعلمون إزابيل فهم في تلك المنطقة الوحيدون الممتلكون عدة المناورات ، يأتي رجل غريب لمنزل ليفاي وأصديقائه طلب منهم الصعود إلى سطح أي البوابة التي تفصل بين العالم السطحي والعالم السفلي وإلتقيا رجل في عربة أخبرهم بمهمة معقدة مقابل المال والحصول على جنسية السطح فوافقا ، إنطلقوا بالمناورات فوق المباني في العالم السفلي وفجأة أتت الشرطة العسكرية و أخرون لكن هربوا منهم لكن ليس من فيلق الاستكشاف فأمسكوا بليفاي و صديقيه وطلب منهم إروين سميث الصعود معهم إلى السطح مع الإنضمام لفيلق الاستكشاف بسبب قوة مهارة ليفاي فقبل ليفاي. |                                                                       |                    |
| ب 0.5 | «لا أسف: الجزء الثاني» "نوي ناكي سنتاكو (كوهن)" (悔いなき選択 (後編)) | 9 أبريل 2015       |
| ليفاي فارلان إزابيل ينضمان إلى فيلق الاستكشاف و منها أرادا أن يسرقا مخطوطة في مكتب إروين وقتله بسبب الشخص الذي عقد مع ليفاي صفقة، لكن يلقيان صعوبة في ذلك، في اليوم الموالي أراد الفيلق القيام بحركات في خارج الأسوار، ينطلقان من مقاطعة شيغانشينا و بعد لحظات بدأت العمالقة بالظهور، مما اندهش فارلان و إزابيل عن مدى رعب العمالقة، وقتل ليفاي عملاق بكل سهولة وكذلك فارلان و إزابيل يقتلان عملاق، وبعد غياب للعمالقة الفيلق قيد الحركة في تقلب الجو إلى جو ممطر والضباب حالك، قال ليفاي لصديقيه حان وقت قتل إروين فرصتنا هي في هذا الجو الممطر، بعد تقدم ليفاي ترك صديقيه ويبحث عن إروين لكن وجد معظم الأشخاص ماتوا و أطلق أحدهم إشارة تواجد العمالقة وعاد ليفاي إلى صديقيه وسقط على حصانه ووجد رأس إزابيل على الأرض و فارلان قضمه العملاق الذي قتل كل الأشخاص مما سبب غضب ليفاي مما هجم عليه بكل قوة وسبب بقطع العملاق إلى أشلاء، وبعد صفاء الجو أتى إروين وميكي واتجه نحوه ليفاي لكي يقتله ومنعه ميكي ورمى إليه إروين المخطوطة وأخبره أن ذلك الشخص الذي اتفقت معه إنه لبوفون هو مجرم، وسيعاقب، وأخبر إروين ليفاي بأن لا يندم على واقعة صديقيه، فتابع ليفاي الإنضمام للفيلق الاستكشاف. |                                                                       |                    |

## وصلات خارجية
- الموقع الرسمي
 (باليابانية)
- هجوم العمالقة: لا أسف على موقع ANN manga (الإنجليزية)

 (بالإنجليزية)